# واسطه فیض
واسطه فیض به معنی کسی یا چیزی است که خدا توسط آن فیض خود را به موجودات می‌رساند.
در اسلام نیازی به واسطه برای ارتباط با خدا نیست. شیعیان امام عصر را واسطهٔ فیض الهی می‌دانند. در فلسفهٔ اسلامی انسان کامل واسطهٔ فیض خداست.
براساس تعلیمات کلیسای کاتولیک، واسطه‌های فیضی که عیسی به کلیسا بخشیده بسیارند. از این جمله واسطه‌ها می‌توان به هفت آیین و سلسله مراتب کشیش‌ها اشاره کرد. از مهمترین واسطه‌های فیض می‌توان به هفت آیین، دعا و عبادت، و کارهای نیک اشاره کرد.